# Young Arrows FC
Young Arrows FC ist ein afrikanischer Fußballverein aus Lusaka, der Hauptstadt Sambias. Er spielte bis 2009 in der Zambian Premier League, der höchsten Spielklasse Sambias, und stieg in dem Jahr als Tabellenletzter in die Division One ab. Seine Heimspiele trägt der Klub im 5000 Zuschauer fassenden Nkoloma Stadium von Lusaka aus, das er sich mit dem Lokalrivalen Red Arrows FC teilt. 